# Пітеркінське сільське поселення
Піте́ркінське сільське поселення (рос. Питеркинское сельское поселение) — муніципальне утворення у складі Красночетайського району Чувашії, Росія. Адміністративний центр — присілок Пітеркіно.

## Населення
Населення — 822 особи (2019, 1046 у 2010, 1218 у 2002).

## Склад
До складу поселення входять такі населені пункти:
| Населений пункт     | Населення, осіб (2002) | Населення, осіб (2010) |
| ------------------- | ---------------------- | ---------------------- |
| Вішенери, присілок  | 55                     | 36                     |
| Куб'яші, присілок   | 239                    | 208                    |
| Пітеркіно, присілок | 736                    | 647                    |
| Хорабир, присілок   | 188                    | 155                    |